# Timbó Grande
Timbó Grande es un municipio brasileño del estado de Santa Catarina. Tiene una población estimada al 2022 de 7 342 habitantes. Pertenece a la Región metropolitana de Contestado.

## Toponimia
Timbó, del tupí para "lo que es de color blanco o gris"; "vapor, exhalación, humo", es el nombre local para una planta que usaban los indígenas para aturdir y pescar peces. La localidad adoptó este nombre y agregó el Grande para diferenciarlo de Timbó.

## Historia
Antes de la colonización, la localidad era habitada por los pueblos cáingang y los botocudos. Las primeras familias en establecerse era de origen alemán, italiano y polaco.
Durante la Guerra del Contestado, el lugar fue asediado por jagunços (bandidos de la época) el 17 de diciembre de 1915.
Timbó Grande fue distrito de Curitibanos y luego de Santa Cecília hasta su emancipación como municipio el 26 de abril de 1989.